# Сесіль Новак
Сесіль Новак (фр. Cécile Nowak; нар. 22 квітня 1967, Валансьєнн, Франція) — французька дзюдоїстка, олімпійська чемпіонка 1992 року, чемпіонка світу та чотириразова чемпіонка Європи, багаторазова призерка чемпіонатів світу та Європи.

## Виступи на Олімпіадах
| Олімпіада      | Дисципліна | Місце |
| -------------- | ---------- | ----- |
| Барселона 1992 | до 48 кг   | 1     |